# Municipio de Twin Lakes (condado de Mahnomen)
El municipio de Twin Lakes (en inglés: Twin Lakes Township) es un municipio ubicado en el condado de Mahnomen en el estado estadounidense de Minnesota. En el año 2010 tenía una población de 818 habitantes y una densidad poblacional de 8,78 personas por km².

## Geografía
El municipio de Twin Lakes se encuentra ubicado en las coordenadas 47°17′12″N 95°34′3″O / 47.28667, -95.56750. Según la Oficina del Censo de los Estados Unidos, el municipio tiene una superficie total de 93.16 km², de la cual 84,99 km² corresponden a tierra firme y (8.77 %) 8.17 km² es agua.

## Demografía
Según el censo de 2010, había 818 personas residiendo en el municipio de Twin Lakes. La densidad de población era de 8,78 hab./km². De los 818 habitantes, el municipio de Twin Lakes estaba compuesto por el 6,85 % blancos, el 88,02 % eran amerindios, el 0,12 % eran de otras razas y el 5,01 % eran de una mezcla de razas. Del total de la población el 1,47 % eran hispanos o latinos de cualquier raza.